# La Madonna de Port Lligat
La Madonna de Port Lligat es un cuadro del pintor español Salvador Dalí realizado en 1950. Está hecho mediante la técnica del óleo sobre lienzo, es de estilo surrealista y sus medidas son 144 x 96 cm. Se conserva actualmente en Japón; pertenece a la Colección Grupo Minami de Tokio y se exhibe en un museo de Fukuoka (Fukuoka Art Museum).
La pintura inaugura una etapa en la obra de Dalí caracterizada por los múltiples cuadros de asunto religioso que pinta. Incluso pidió audiencia al papa Pío XII a quien regaló una versión más pequeña del cuadro.
La obra está inspirada en los cuadros de altar renacentistas, sobre todo en la Pala de Brera de Piero della Francesca (en el gesto de la Madonna, en el huevo colgando y en la concha del revés). El cuadro presenta muchas de las características ya presentes en Leda atómica y en la Separación del átomo (Desmaterialización junto a la nariz de Nerón).

## Primera versión
Antes de pintar la obra definitiva, realizó un estudio con la misma composición pero con colores distintos. Esta versión de medidas mucho más pequeñas da una idea de lo que sería la versión definitiva. Se conserva en el Haggerty Museum de la Universidad Marquette de Milwaukee (Wisconsin, Estados Unidos).

## Descripción
En el cuadro aparece una virgen o Madonna con el rostro de Gala, la mujer del pintor, con el niño Jesús en su regazo, cuyo modelo fue Joan Figueras, un niño de cinco años, hijo del pintor Jaume Figueras, con el que los Dalí tuvieron una gran relación. La Madonna tiene una abertura rectangular en su tronco y delante de este está el niño Jesús, el cual también tiene una abertura en su tórax, donde a su vez hay un trozo de pan. Dalí describe esto como «un tabernáculo en el cuerpo de Jesús que contiene el pan sagrado».
Los dos personajes están encima de un pedestal y bajo un arco. Los diversos elementos del cuadro aparecen sin tocarse unos con otros, al igual que en la Leda atómica, sostenidos en equilibrio como los elementos que constituyen el átomo. 
En la parte superior del cuadro se encuentra una concha de la cual cuelga un hilo que sostiene un huevo. Estos objetos son para Dalí símbolos de la vida y lo más parecido a la perfección euclidiana. El arco blanco que se sitúa sobre Gala permanece dividido en cuatro partes y parece estar descuidado y despintado en varias zonas. Junto a la cabeza de la Madonna están dos bajorrelieves ornamentales que tienen a su vez dos esferas pequeñas flotando. Sobre uno de los arcos está clavado un hilo que sostiene un pedazo de carne cruda. 
Junto a Gala hay dos mesas de madera. Destacan junto a uno de los muebles, un caracol de mar y una cesta con un pan. El pedestal tiene diversos símbolos importantes para Dalí. Sobre este están situados, de izquierda a derecha, un trapo, una abolladura, una flor blanca deshojada y otra floreciente. El pescado, dos judías o frijoles y un cesto. El pedestal tiene una abertura frontal dividida en tres partes. En la parte izquierda hay un rinoceronte dividido en varias partes, en el centro un huevo escoltado por cuatro piezas y a la derecha una especie de busto que sufre una explosión en su cara y flota como si no hubiese gravedad.
Hay un fondo muy claro con el paisaje flotante donde Gala está representada en diversas posiciones vestida de novia. Al final, como si fuese una escena teatral, Dalí pinta en los extremos superiores dos telones.
Muchas de las imágenes que aparecen en el cuadro han sido pintadas ya numerosas veces por el artista, como Gala, que aparece aquí dos veces pintada con un vestido de novia, la bahía de Portlligat, el pez, las conchas y el trozo de corcho colgado del clavo. Otras constituyen el inicio de futuras obsesiones, como el rinoceronte con el cuerno roto que considera un símbolo de castidad.
Desde el año 2008 se encuentra en exhibición en el museo de arte de la ciudad de Fukuoka Japón.